# Time Out
Time Out – brytyjski i globalny periodyk o tematyce kulturalnej, założony w 1968 roku w Londynie przez Tony’ego Elliota. W latach 90. rozpoczął ekspansję na inne kraje. W 2012 roku jego wydanie londyńskie stało się magazynem bezpłatnym, rozchodzącym się w nakładzie ponad 307 tysięcy egzemplarzy. Od 23 czerwca 2022 roku funkcjonuje wyłącznie jako strona internetowa, timeout.com.
Time Out ma siedzibę w Londynie i jest notowany na miejscowej giełdzie AIM (części London Stock Exchange) pod symbolem giełdowym „TMO”.
Jest obecny w ponad 300 miastach w 59 krajach (2024).

## Historia

### XX w.

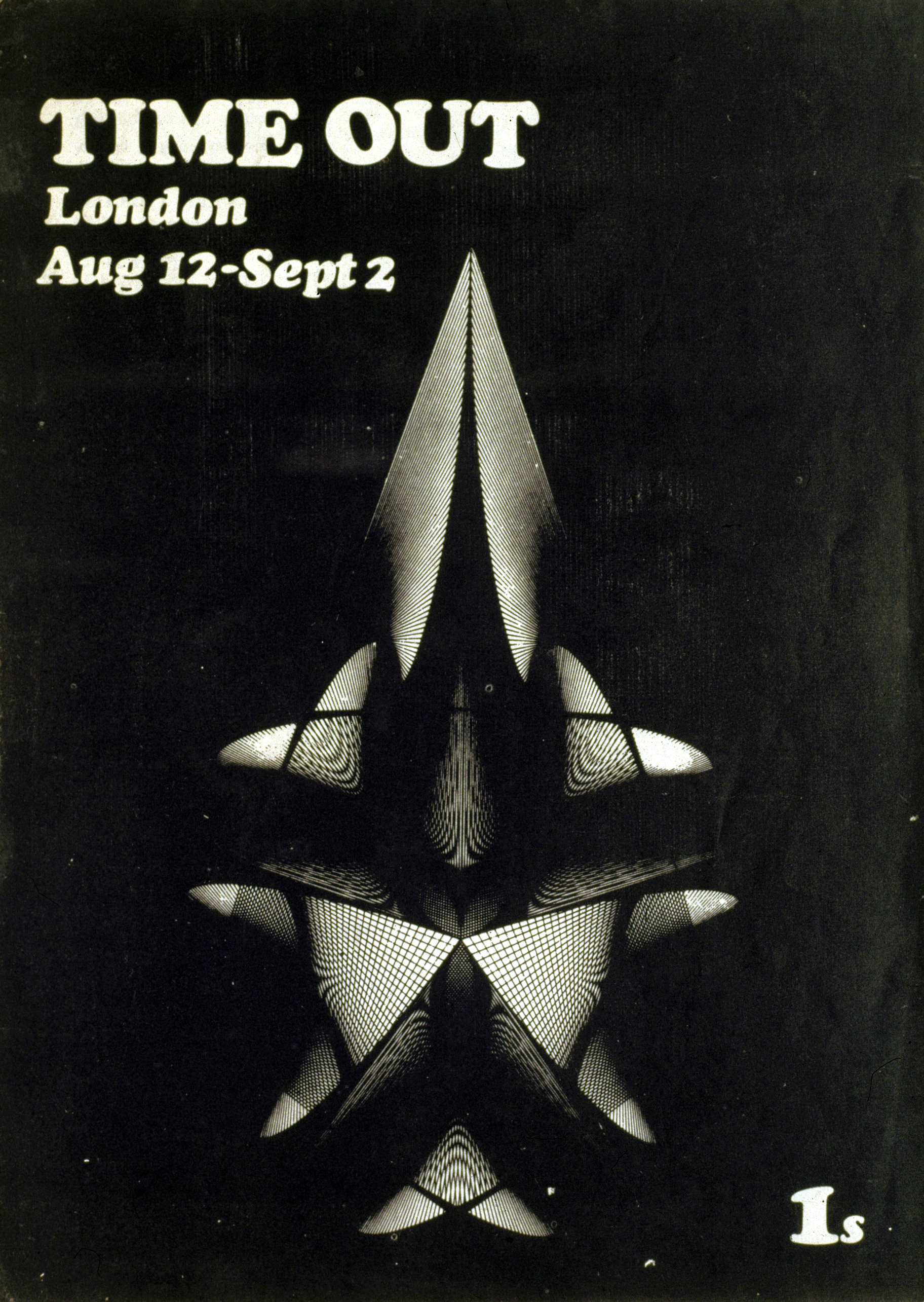
Pierwsze wydanie Time Out London, 1968

Magazyn Time Out został założony w 1968 roku w Londynie przez Tony’ego Elliota. Początkowo zawierał radykalne artykuły polityczne i dziennikarstwo śledcze. Szybko stał się wydawnictwem poświęconym wydarzeniom kulturalnym w Londynie. Jego tytuł Elliot zaczerpnął z albumu Time Out Dave’a Brubecka.

Nie było [wtedy] nic podobnego. Na ulicach nie było przewodnika, który mówiłby ludziom, co robić w zakresie kultury, teatru, sztuki, jedzenia i picia itp. To po prostu nie istniało.

Do 1972 roku Time Out stał się wiodącym magazynem w Londynie. Z dwutygodnika przekształcił się w błyszczący tygodnik o objętości około 72 stron. Przelom lat 70 i 80 cechował konflikt pomiędzy Elliotem a pracownikami magazynu, trwający do maja 1981 roku, kiedy kryzys osiągnął punkt kulminacyjny doprowadzając do strajku pracowników firmy. Time Out został zmuszony do zaprzestania publikacji i zniknął z kiosków na około cztery miesiące. Ostatecznie Elliott zmusił swoich pracowników do działania i wszyscy oprócz 15 zostali zwolnieni. Niezadowoleni pracownicy Time Out założyli konkurencyjny magazyn City Lights. Time Out próbował rozszerzyć działalność uruchamiając drugą publikację Sell Out, poświęconą zakupom, ale nie odniósł sukcesu. W 1982 roku wprowadził na rynek pierwszy przewodnik, Eating & Drinking Guide. W 1988 roku dodał do swojej oferty publikacje programów telewizyjnych.
W latach 90. Time Out zaczął wprowadzać na rynek serię corocznych przewodników, takich jak Time Out Film Guide (1991) czy coroczne przewodniki poświęcone takim tematom jak seks, narkotyki i moda. Wprowadził również nową serię przewodników miejskich Time Out. Jednocześnie rozpoczął działalność za granicą wydając kwartalnik Paris Free Guide i Time Out Paris, które jednak nie odniosły sukcesu komercyjnego. W 1997 roku wylansował w Europie wydawnictwa Europe by Air i Pubs & Bars Guide.
Wcześniej, w 1995 roku Time Out utworzył partnerstwo w celu wprowadzenia na rynek Time Out New York. Pomimo konkurencji ze strony takich rywali jak The Village Voice Time Out New York przyjął się na rynku, by pod koniec dekady prześcignąć swojego londyńskiego poprzednika z nakładem ponad 125 tysięcy egzemplarzy (londyński Time Out osiągnął w ciągu dekady szczytowy nakład ponad 104 000 egzemplarzy).

### XXI w.
Z czasem Time Out rozwinął dwa działy biznesowe, Time Out Media i Time Out Market, za pośrednictwem których rozszerzył swoją działalność na największe miasta świata. Elliot był właścicielem magazynu do 2010 roku, po czym zezwolił on na zewnętrzne inwestycje, które umożliwiły firmie ekspansję na inne obszary działalności.
W marcu 2010 roku Carlton, Wiley i Time Out zostali wybrani jako oficjalni wydawcy Letnich Igrzysk Olimpijskich 2012, których zadaniem będzie opracowanie „pełnej oferty” książek, mających trafić do sklepów pod koniec roku.
W styczniu 2012 roku Time Out Group przejął Whatsonstage.com., najważniejszą w Wielkiej Brytanii witrynę internetową poświęconą teatrowi, oferującą wiadomości o teatrze i sprzedaż biletów. Witryna była uznawana za najlepszą witrynę poświęconą sztuce performatywnej w Wielkiej Brytanii przez Alexa i trzecią według Experian Hitwise. W tym samym roku Time Out, który do tego momentu był płatnym magazynem, stał się publikacją bezpłatną. Przyczyną był internet, który podważył tradycyjny model biznesowy magazynu drukowanego, ułatwiając wyszukiwanie ofert wydarzeń online. Bezpłatna była jednak tylko londyńska wersja publikacji, rozdawana w stacjach metra, w muzeach, galeriach, kawiarniach i sklepach. Wszystkie inne wersje Time Out pozostały płatne. Ówczesny wydawca magazynu, Tim Arther, w wywiadzie dla Sky News stwierdził, że stronę internetową odwiedza około 5 milionów użytkowników.

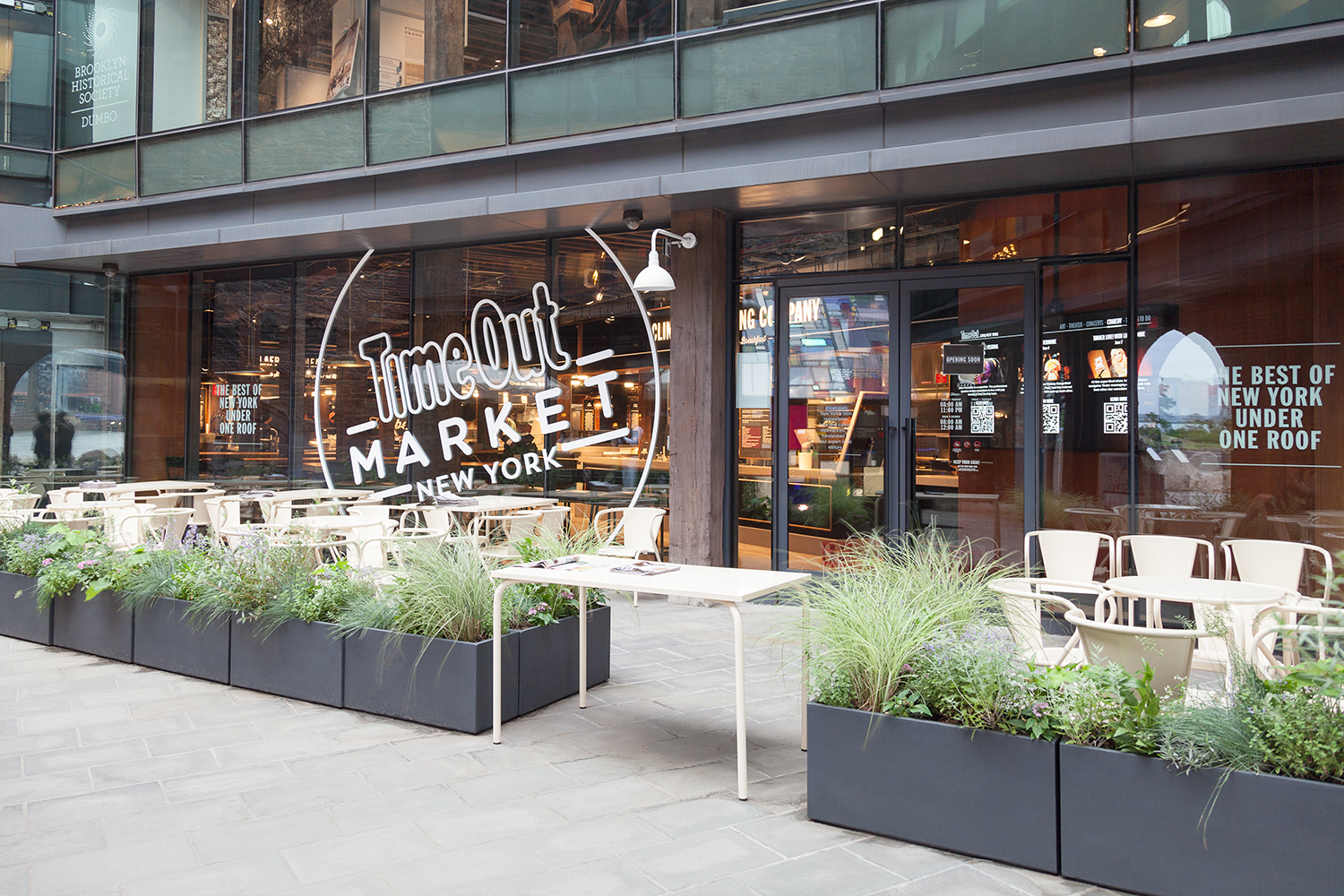
Time Out Market, Brooklyn, Nowy Jork

W 2014 roku zespół redakcyjny Time Out Lisbon stworzył Time Out Market Lisbon w Lizbonie, jako pierwszy tego na świecie redakcyjnie wyselekcjonowany rynek żywności i kultury, skupiający pod marką Time Out najlepsze lokalne posiłki i napoje, uzupełnione o wydarzenia kulturalne – od zajęć kulinarnych z najlepszymi szefami kuchni po sztukę lokalnych talentów i rozrywkę na żywo. Obiekt okazał się udanym przedsięwzięciem przyjmując w 2019 roku 4.1 miliona gości, co zachęciło kierownictwo Time Out do otwarcia kolejnych lokali spod znaku Time Out Market, między innymi w Nowym Jorku, Bostonie, Montrealu, Chicago i Dubaju.
W 2015 roku Time Out był dostępny w 85 miastach na całym świecie, a liczba jego odbiorców sięgnęła 40 milionów. Natomiast internetowa społeczność Time Out London liczyła 7 milionów unikalnych użytkowników, a strona osiągała około miliona odsłon dziennie. Zamiarem jego ówczesnej redaktor naczelnej, Caroline McGinn było utrzymanie reputacji magazynu w zakresie takiej tematyki jak: film, muzyka, jedzenie i picie itp., przy jednoczesnym zapewnieniu czytelnikom autorytetu i wiedzy Time Out.
W 2017 roku Tony Elliot za zasługi w dziedzinie publikacji został odznaczony Orderem Imperium Brytyjskiego w klasie komandor (CBE).
W marcu 2020 roku z uwagi na pandemię COVID-19 okresowo zawieszono wydawanie wersji drukowanej magazynu pozostawiając jedynie wersję online pod zmienionym tytułem, Time In. 17 lipca tego samego roku na raka płuc zmarł Tony Elliot. Z tej okazji wydany został numer specjalny Time Out ze zdjęciem Elliota na okładce i z wyrazami uznania dla jego osiągnięć. W sierpniu przywrócona została wersja drukowana magazynu w Londynie, Madrycie i Barcelonie.
W kwietniu 2022 roku podjęto decyzję o zaprzestaniu wydawania wersji drukowanej Time Out i kontynuowaniu wersji internetowej. 23 czerwca 2022 roku ukazała się ostatnie wydanie drukowane magazynu, opublikowane w czterech wersjach, każda z okładką stworzoną przez innego londyńskiego artystę.
Dziś (2024) Time Out jest obecny w ponad 300 miastach w 59 krajach.